# Schmidt Henrik (nyelvész)
Schmidt Henrik (Újverbász, 1877. október 14. – Szeged, 1953. december 18.) nyelvész, germanista, egyetemi tanár; a Magyar Tudományos Akadémia tagja (levelező: 1923, kizárás: 1948. április 23., visszaállítás: 1991. május 9.).

## Életpályája
Schmidt Henrik Közép-Bácskában egy német nyelvű nagyközségben született Újverbászon (Neuwerbaß), amely a Duna-Tisza közi délbácskai vidék gazdasági-kulturális központja volt, szimbiózisa sok nemzetiségnek (németek, magyarok, románok, szerbek, szlovákok, horvátok, rutének), vallásnak (Schmidt német református vallású), és szociális rétegnek. Mindezen körülmények már iskoláskorban inspirálták Schmidt Henrik érdeklődését. 
Gimnáziumi tanulmányait Újvidéken és Szarvason végezte. 1895–1899 között a budapesti tudományegyetemen magyar–német szakos tanári és bölcsészdoktori oklevelet szerzett. Eötvös-kollégista volt, ahol szoros barátság alakult ki közte és Bleyer Jakab közt. 1899-ben Pozsonyba került az állami reáliskola tanáraként. 1901–1907 között gróf Tisza István fiának nevelőjeként dolgozott Geszten, mely lehetőséget biztosított számára, hogy germanisztikai tanulmányait a német nyelvterületen továbbfejlessze. 1907–1910 között a budapesti kereskedelmi kamara tanára lett, rövid időre Debrecenben a református főiskolán is tanított, majd 1911-ben Kolozsvárra kapott meghívást Bleyer Jakab utódjaként az ottani tanszékre.  a német nyelv oktatója volt. 1910–1911 között a Debreceni Református Főiskolán a német nyelv és irodalom rendes tanára volt. 1911–1919 között a kolozsvári Ferenc József Tudományegyetem tanára lett, ahol 1914–1916 között a Bölcsészet-, Nyelv- és Történettudományi Kar dékánja volt. 1919–1921 között a Budapestre került kolozsvári tudományegyetemen a német filológia nyilvános rendes tanára. 1921–1945 között a Szegeden működött tovább, ahol Schmidt a német nyelv és irodalom nyilvános rendes tanára és a Német, illetve Germán Filológiai Intézet igazgatója volt. 1923-ban lett a Magyar Tudományos Akadémia levelező tagja. Ettől az évtől a Magyar Nyelvtudományi Társaságban és az Országos Ösztöndíjtanácsban is tevékenykedett; választmányi tagja volt a Filológiai Társaságnak is. Szegeden 1923–1924 és 1933–1934 között a Bölcsészet-, Nyelv- és Történettudományi Kar dékánja. 1932–1933 között az egyetem rektora volt. 1945 után már nem dolgozott.

## Munkássága
Schmidt érdeklődése széleskörű volt: az irodalom, a néprajz és a nyelvészet kérdései jelentek meg írásaiban. Tanára a néhány évvel idősebb Petz Gedeon (akadémikus) volt, aki az akkoriban még fiatal marburgi nyelvjárásföldrajzi iskola módszerével ismertette meg. A német nyelvterület híres egyetemein és tudósainál egy új világ nyílt meg számára: Lipcsében az akusztikai hanganalízis alapítóját, Eduard Sieverset hallgatta, Berlinben a híres Goethe-kutatónál Erich Schmidtnél járt, aki az irodalmi pozitivizmust honosította meg, Wilhelm Braune-nál, a vezető újgrammatikusnál is tanult. Publikációi ekkor főleg tanulmányaira támaszkodnak: írások és recenziók a német hangtörténetről, a fonetikáról, valamint a klasszikus német irodalomról is. Irodalmi vénáját nem nagyon rejtette véka alá, itt-ott megjelentek hangulatos elbeszélései a falusi életről is.
Az akkoriban vezető német nyelvű folyóirat az EPHK (Egyetemes Philologiai Közlöny (1877-1947) közölte első tudományos írását, 1899-ben pedig megjelent Schmidt „A verbászi német nyelvjárás hangtana (Die Lautlehre der deutschen Mundart von Werbaß) c. disszertációja. Az újgrammatikusokra jellemző statikus módszer akkoriban még figyelmen kívül hagyta a nyelvjárás használatának szociális közegét és a nyelvjárás leírásakor elsősorban és kiemelten a környéken honos nyelvjárásoknak az „őshaza-keresése” került a figyelem középpontjába (ezért nem is a középfelnémet volt az összehasonlítási alap, hanem az ó-frank nyelvjárás). Itt kezdte el Schmidt család- és származástani kutatásait is, de hamar megértette, hogy a nyelvtörténet és a történelem csak ritkán fedik egymást. Ez a munka elvezette arra a felismerésre, hogy a német telepesek által hozott nyelvjárások valójában keverék nyelvjárások; ezt egyre inkább nemzetközi szinten is képviseltek a nyelvészkutatók (v.ö. Hutterer 1982. 179 ff.). Schmidt jól látta a vallási alapú összetartozást, de sajnálatos módon elvetette a nyelvszigetekben kialakult nyelvi régiók (Sprachraumbildung) elképzelését, mely a magyarországi német nyelvjáráskutatásban az 50-es években honosodott meg.
A kor három nagy germanistája, Gedeon Petz és Jakob Bleyer Budapesten, valamint Schmidt Henrik Kolozsvárott, ill. Szegeden 1912-ben megalapították a Német Filológiai Dolgozatok c. sorozatot (NPhD, Arbeiten zur Deutschen Philologie), melyben (kissé csúfolódva így mondták: megalakult az ún, „svabológia”): nyelvészeti, történelmi, néprajzi és irodalmi műveket, monográfiákat jelentettek meg. Schmidt szűkebb kutatási területe a magyarországi németek eredete, nyelvjárásaik keletkezése, valamint a német nyelv és irodalom tanításának módszertani kérdései voltak. 1913-ban Schmidt a Marburgi Egyetem Filológia Kongresszusán egy nagyszabású áttekintő előadást tartott a délmagyarországi német nyelvjárásokról, mely később a Berlini Ungarische Rundschau c. folyóiratban jelent meg; ebben Schmidt elkötelezte magát a marburgi nyelvjárásföldrajzi módszer mellett.
Schmidt tudományosan legproduktívabb időszaka 1922 és 1935, 45 és 58 éves kora közé esik: rengeteget publikált, és feldolgozta a német nyelvterületen töltött „vándoréveit” is. 1924-ben akadémiai székfoglalója fényes bizonyítékát adta a magyarországi német nyelvjáráskutatás módszerei alkalmazhatóságának. 1928-ban jelent meg a trianoni Magyarország német nyelvjárásainak átfogó elemzését adó kiemelkedő műve.
Schmidt 1933-ban – Magyarországon elsőként – egy területileg nagy kiterjedésű szóföldrajzi felmérést végzett, mely megerősítette őt abban, hogy az „őshaza” keresése csak nyelvjárási alapon egymagában nem lehetséges, hiszen a néprajz, a településtörténet és a családkutatás komplex kutatási módszerei együttesen tudnak csak eredményeket felmutatni. E cél érdekében 1931-ben a Szegedi Germanisztikai Intézetben létrehozott egy kutatóhelyet a dunai sváb családkutatás és településtörténet vizsgálatára (l. azonos című publikációját), mely az egész történelmi Magyarország komplex kutatását tűzte ki célul.
Schmidt 1933-ban, majd 1938-ban két párhuzamos tudományos folyóiratot hozott létre: a Germanisztikai Füzeteket-et (Germanistische Hefte), melyekben németül és magyarul is jelentek meg tudományos írások.
A 30-as évek második felében Schmidt tudományos vitalitása alábbhagyott, kisebb írásaiban inkább a magyarországi német parasztok életével (pl. az egykézéssel) foglalkozott.
Az utolsó háborús években sajnálatos módon felbomlott az általa létrehozott szegedi egyetemi kutatóintézet. Ezáltal az a rendkívül gazdag, sok munkával összegyűjtött értékes nyelvjárási anyag is megsemmisült, mely egy későbbre tervezett Magyarországi Német Nyelvatlasz anyagát képezhette volna marburgi mintára. 1940-ben Bécsben a dunai svábok egyedülálló kutatásainak elismeréseként megkapta a Prinz-Eugen díjat. A háború után is pozíciójában maradhatott az egyetemen súlyos betegsége bekövetkeztéig. Szegeden halt meg 1953-ban.
Schmidt a magyarországi germanisztikai nyelvészetnek egyik úttörő kutatója, szervezője és alakítója volt, több tudományterület művelőjeként és számos germanista képzését, legfőképpen a germanisztikai nyelvészet, a néprajz és az irodalom eredményeinek hazai terjesztését felvállaló és terjesztő tudósaként.

## Művei
- A hangváltás törvényszerűségéről a középfelnémet nyelvjárások alapján. (Nyelvtudományi Közlemények, 1906.)
- Lauthlehre der rheinfränkischen Mundart der Sprachinsel Verbasz in Südungarn. (Zeitschrift für deutsche Mundarten, 1911.)
- Deutsche Dialektgeographie. Berichte und Studien über G. Wenkers Sprachatlas des Deutschen Reiches. Hrsg. von F. Wrede, Marhung/L. 1908., Heft 1.
- Die deutschen Mundarten in Südungarn (Ungarische Rundschau, 3, 656kk,1914.)
- Tisza István boldog évei. Emlékek és feljegyzések. (Budapest, 1923.) 137 S.
- A magyarországi német nyelvjáráskutatás módszere és problémái. Akadémiai székfoglaló (Elhangzott: 1924. márc. 3.)
- Die deutschen Mundarten (monográfia, Pécs, 1928.)
- A dunai svábok háza és udvara. Haus und Hof der Donauschwaben (Deutsch-ungarische Heimatsblätter, 1930.)
- Über den Plan einer Zentralstelle für donauschwabische Familienforschung und Siedlungsurkunde. (Egy kutatóhely terve a dunai sváb család-és településtörténetre.)  Dt. Hefte f. Volks- und Kulturbodenforschung. 1930/31, 260kk.
- Goethe életbölcsességének néhány elve (előadás rektori kinevezésekor Szegeden). In: Acta Univ, Litt. Reg. Hung.  1932. 14 o.
- Származás és nyelvjárás. (Herkunft und Mundart.) In: Ungarische Jahrbücher 14., 1934. Bleyer-Heft, 63kk.
- Szókincsproblémák a délkeleti Dunavidék hazai nyelvjárásterületein. (Wortschatzprobleme der deutschen Siedlungsmundarten des südöstlichen Donauraumes.) In: Deutsche Wortgeschichte. Festschrift für A. Götze. Berlin, 1941. 51kk.